# Metel
Metel ist ein nordöstlicher Ortsteil der Stadt Neustadt am Rübenberge in der niedersächsischen Region Hannover.

## Geografie
Das Dorf Metel liegt südlich der Leine direkt an der Kreisstraße 315.

## Geschichte
Erste Erwähnungen, unter dem Namen Met(h)telen, finden sich für das Jahr 1313 in Urkunden des Klosters Loccum. Metel und Scharrel werden gemeinsam als Dörfer an der Lindenburg erwähnt.
Von einer Kapelle gibt ein Verzeichnis von 1543 die älteste Nachricht. Ende des 16. Jahrhunderts gab es 5 Meier- und 13 Kötnerhöfe. Die Höfe waren teils dem Landesherrn, teils den Kirchen in Basse, in Mandelsloh, dem Kloster Mariensee, der Kapelle zu Metel oder teils lokalem Adel in Poggenhagen (v. Campe(n)) abgabepflichtig. Der Dreißigjährige Krieg, insbesondere infolge der Belagerung Neustadts durch Tillys Truppen, führte zu starken Verwüstungen.
Seit dem 17. Jahrhundert wurde Schulunterricht in Metel erteilt; 1806 wurde das alte Hirtenhaus zum Schulhaus umgebaut. Die Verkoppelung erfolgte im Jahre 1832. Um 1940 lebten etwa 170 Personen in 37 Wohngebäuden in Metel.
Die Gemarkung Metel umfasste circa 825 Hektar, davon ungefähr 195 Hektar Ackerland.
Im Zuge der Gebietsreform in Niedersachsen, die am 1. März 1974 stattfand, wurde die zuvor selbständige Gemeinde Metel ein Ortsteil von Neustadt am Rübenberge.

## Politik

### Ortsrat
Der gemeinsame Ortsrat von Averhoy, Basse, Metel, Otternhagen und Scharrel setzt sich aus elf Ratsmitgliedern zusammen. Im Ortsrat befinden sich zusätzlich 19 beratende Mitglieder.
Sitzverteilung:
- SPD: 4 Sitze
- CDU: 3 Sitze
- Grüne: 2 Sitz
- FDP: 1 Sitz
- UWG: 1 Sitz

(Stand: Kommunalwahl 12. September 2021)

### Ortsbürgermeister
Die Ortsbürgermeisterin ist Christine Nothbaum (CDU). Ihr Stellvertreter ist Hans-Dieter Jaehnke (SPD).

## Kultur und Sehenswürdigkeiten

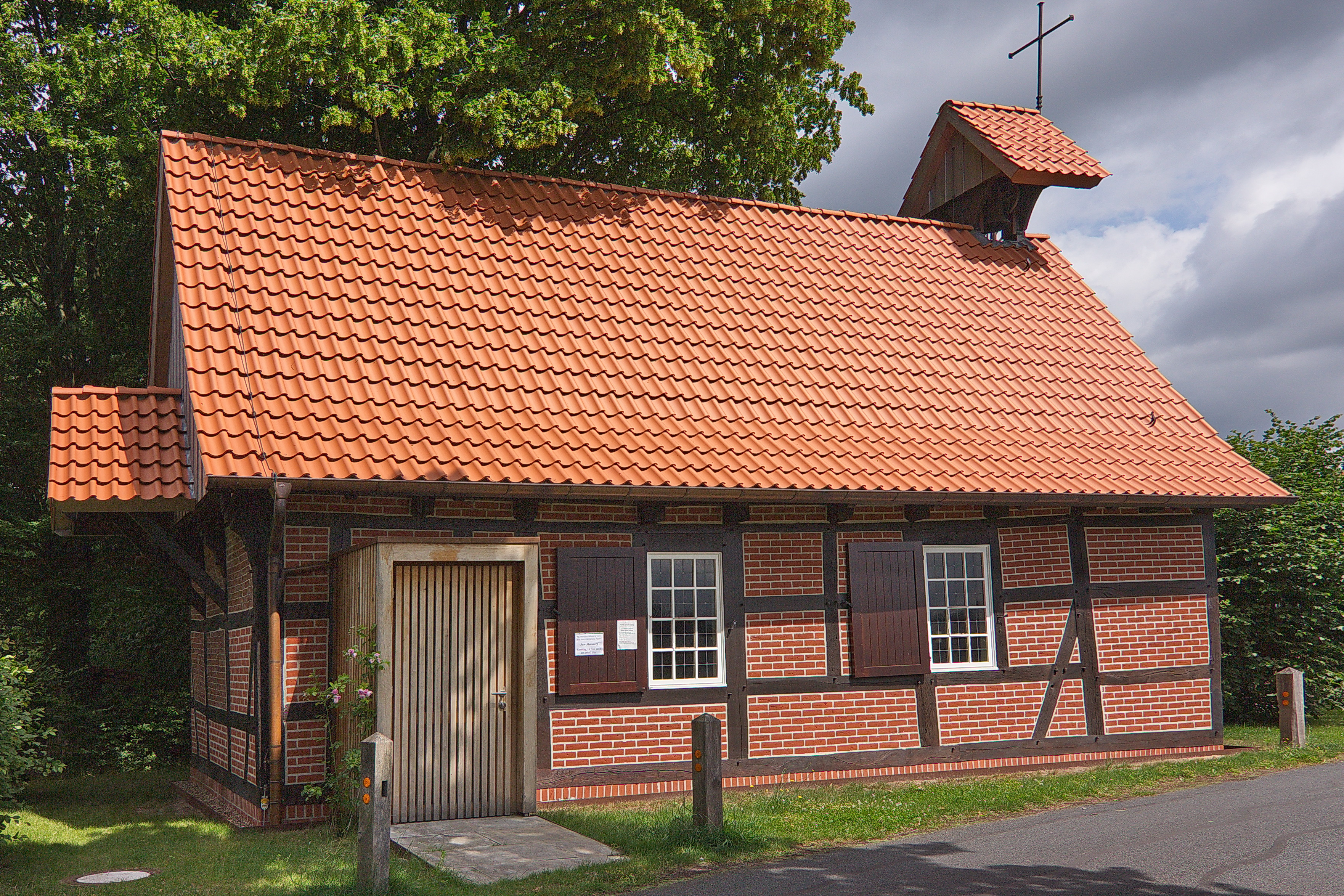
Johannes-Kapelle

### Bauwerke
- Die Johannes-Kapelle Metel ist ein typischer Fachwerkbau der Region, der bereits 1543 urkundlich erwähnt wird.
- Alte Bauernhäuser mit interessanter Architektur (Kübbungs-, Vierständerhaus) und informativen Inschriften.

### Natur und Naherholung
- In der Nähe der Ortschaft liegt der Tannenbruchsee Metel, ein Naherholungsgebiet mit Campingangebot.
- Lindenburg: alter Forst und, nach der Überlieferung, Sitz einer früheren Burg.

### Fotogalerie

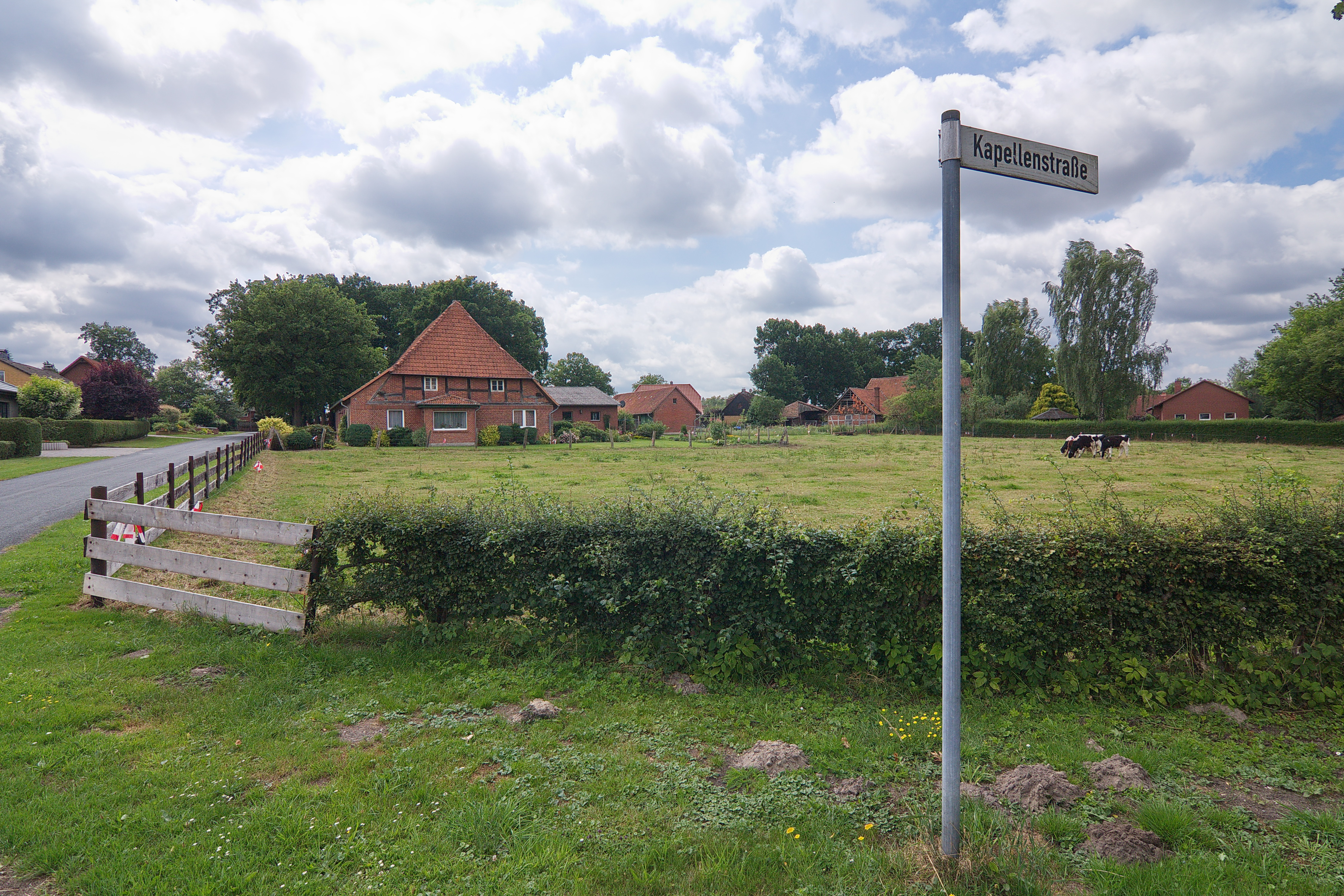
An der Kapellenstraße
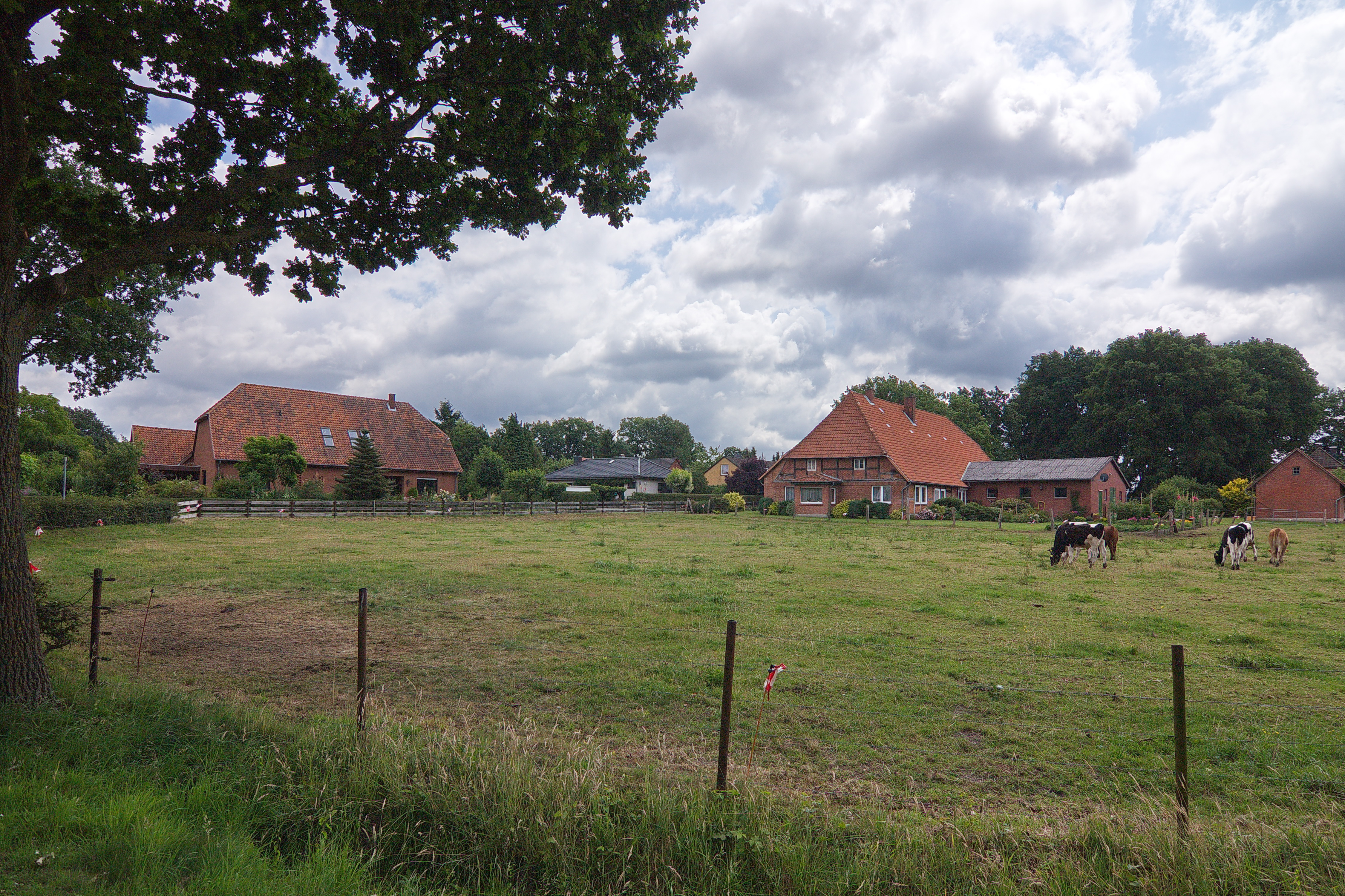
Weide im Ort

## Wirtschaft und Infrastruktur
Der Ort verfügt über einen Spielplatz und eine Bushaltestelle. Letztere wird vom Regiobus betrieben. Die dazugehörigen Nummern lauten 860 und 865. Ferner liegt der Ort an der Landesstraße 193.